# Венелін Юрій Іванович
Ю́рій Вене́лін (справжнє ім'я Георгій Гуца; * 22 квітня 1802, Тибава, Закарпаття — †25 вересня 1839, Москва — український історик, філолог, етнограф, фольклорист та медик. Один з основоположників слов'янознавства в Україні та Російській імперії.

## Біографія
Народився на Закарпатті у сім'ї священника, навчався в Ужгородській духовній семінарії, на філософському факультеті Львівського університету (куди він поступив таємно, під прізвищем Венеліна) (1822), Московській медичній академії. Слухав лекції у вищих навчальних закладах Угорщини.
Працював у Московському військовому госпіталі. Був членом Товариства історії та старожитностей російських при Московському університеті.
Дослідник історії болгар, даків. Один з фундаторів російської болгаристики.
У 1823 році приїхав до Кишинева, де познайомився з бесарабськими болгарами, що переселились з Болгарії після російсько-турецької війни 1792 і 1812 рр. Виявив глибоке зацікавлення трагічною долею цього слов'янського народу, про який в науці було мало відомостей. Почав збирати матеріали про болгар, їх мову, історію, культуру. На основі цих матеріалів, за порадою відомого славіста М. Погодіна, видав 1829 р. свою працю «Древние и нынешние болгары», яка завдяки науковій цінністі та палкому заклику про допомогу болгарському народу посіла помітне місце у Болгарському національному відродженні.
1829 мандрував Болгарією, Валахією, Молдавією з науковою метою — збирання матеріалів для історичних праць. Зокрема, зібрав 86 дако-слов'янських та волохо-болгарських грамот — літературних пам'яток болгарського народу.
Уперше привернув увагу болгар до їхньої народної творчості, підкреслив її безцінне значення як для науки, так і для пробудження національної свідомості. Під час подорожі до Північно-Східної Болгарії (1830) зібрав 50 народних пісень. У праці «О характере народных песен  у славян задунайских» (1835)  дав високу оцінку болгарському пісенному фольклору.
Закарпатський учений удостоївся високої оцінки з боку І. Франка : 
|  | Наш угорський русин Юрко Гуца як будитель народного духу болгарського, воскреситель їх славної минувшини стоїть гідно обіч імен таких болгарських патріотів, як Л. Каравелов, Раковський, брати Миладинови, Заря Стоянов. |

Помер у 37-річному віці в Москві в абсолютному зубожінні. Вже після його смерті побачили світ «Влахо-болгарские или дако-славянские грамоты», «Грамматика нынешнего болгарского наречия».

## Пам'ять

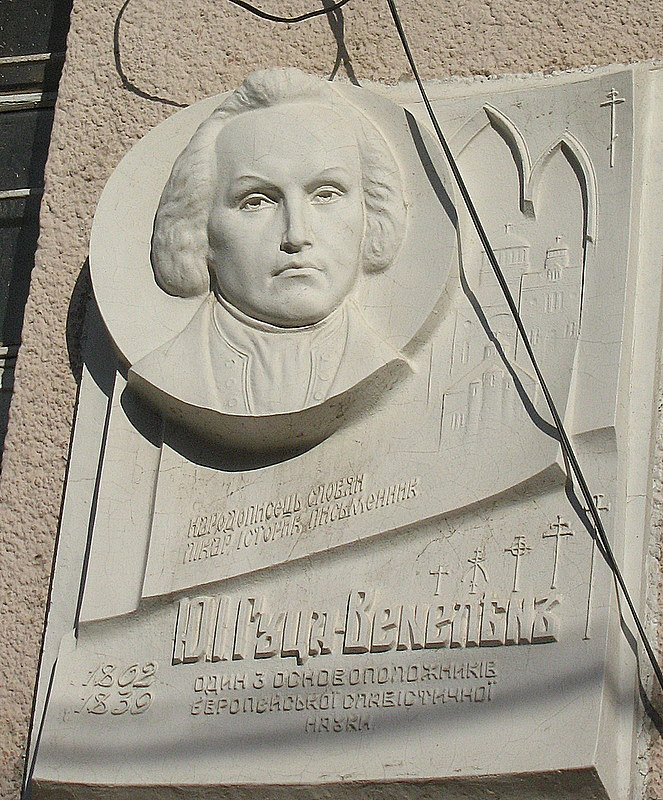
Меморіальна дошка в м. Свалява.

В середині XIX ст. прізвище Венеліна стає настільки популярним, що його і досі використовують в Болгарії як власне ім'я, з наголосом на останньому складі.
На могилі Ю. Гуци (Вєнєліна) у Даниловому монастирі в Москві болгари встановили пам'ятник з написом: «Він перший нагадав світові про забуте, але колись славне й могутнє плем'я болгар і палко бажав бачити його відродження».
Ім'ям Венеліна названо вулицю в столиці Болгарії, споруджено пам'ятники в Софії, Габрово, Сваляві та селі Тибава (Закарпаття, Україна). На початку ХХ століття в Одесі стояв пам'ятник Ю. Гуці.

## Вибрані праці
- Древние и нынешние болгары в политическом, народописном, историческом и религиозном их отношении к россиянам. Историко-критические изыскания. Т. I. Москва, 1829 [Архівовано 3 січня 2014 у Wayback Machine.]
- «О характере народных песен у славян задунайских» (1835);
- О зародыше новой болгарской литературы. Москва, 1838
- «Граматика на сегашния български език»;
- Влахо-болгарские или дако-славянские грамоты, собранные и объясненные на иждивении Императорской Российской Академии. Санкт-Петербург, 1840
- Древние и нынешние словене в политическом, народописном, историческом и религиозном их отношении к россиянам. Историко-критические изыскания. Т. II. Москва, 1841
- Скандинавомания и ее поклонники или столетние изыскания о варягах. Историко-критическое разсуждение. Москва, 1842
- Критические изследования об истории болгар, с прихода болгар на Фракийский полуостров до 968 года, или покорения Болгарии Великим князем русским, Святославом. Изданны на иждивении болгарина И. Н. Денкоглу. Москва, 1849
- Древние и нынешние болгары в политическом, народописном, историческом и религиозном их отношении к россиянам. Историко-критические изыскания. Издание второе. Москва, 1856